# Stenocercus imitator
Stenocercus imitator is een hagedis uit de familie kielstaartleguaanachtigen (Tropiduridae).

## Naam en indeling
De soort werd voor het eerst wetenschappelijk beschreven door John Everett Cadle in 1991.

## Verspreiding en habitat
Stenocercus imitator komt voor in delen van Zuid-Amerika, en leeft endemisch in de kuststreek van Peru in de staat Cajamarca. De habitat bestaat uit bergachtige streken en scrubland, er is enige tolerantie voor door de mens aangepaste gebieden zoals bananen- en koffieplantages en bermen van wegen. De soort is aangetroffen op een hoogte van ongeveer 1200 tot 2600 meter boven zeeniveau. 

## Levenswijze
Stenocercus imitator vertrouwt 's nachts niet op de camouflage maar graaft zichzelf vaak in, wat ongebruikelijk is bij de leguanen. Het voedsel bestaat uit insecten en andere kleine geleedpotigen. De vrouwtjes zetten eieren af op de bodem. 